# Gimnasia en los Juegos Olímpicos de Londres 2012 – Salto de potro femenino
El evento de salto de potro femenino de gimnasia artística en los Juegos Olímpicos de Londres 2012 tomó lugar el 5 de agosto en el North Greenwich Arena.

## Horario
La hora está en Tiempo británico (UTC+1)
| Fecha                        | Tiempo | Ronda   |
| ---------------------------- | ------ | ------- |
| Domingo, 5 de agosto de 2012 | 14:00  | Finales |

## Clasificación

### Equipos calificados
| Posición | Gimnasta                 | Potro 1 | Potro 1 | Potro 1   | Potro 1       | Potro 2 | Potro 2 | Potro 2   | Potro 2       | Total  |
| Posición | Gimnasta                 | Pts. A  | Pts. B  | Penalidad | Pts. de potro | Pts. A  | Pts. B  | Penalidad | Pts. de potro | Total  |
| -------- | ------------------------ | ------- | ------- | --------- | ------------- | ------- | ------- | --------- | ------------- | ------ |
| 1        | McKayla Maroney (USA)    | 6.500   | 9.400   |           | 15.900        | 6.100   | 9.600   |           | 15.700        | 15.800 |
| 2        | Sandra Izbașa (ROU)      | 6.100   | 9.400   |           | 15.500        | 5.800   | 9.333   |           | 15.133        | 15.316 |
| 3        | Maria Paseka (RUS)       | 6.500   | 9.033   |           | 15.533        | 5.600   | 8.966   |           | 14.566        | 15.049 |
| 4        | Oksana Chusovitina (GER) | 6.300   | 8.833   | 0.10      | 15.033        | 5.500   | 9.083   |           | 14.583        | 14.808 |
| 5        | Yamilet Peña (DOM)       | 7.100   | 7.833   |           | 14.933        | 5.800   | 8.666   |           | 14.466        | 14.699 |
| 6        | Janine Berger (GER)      | 6.300   | 7.833   |           | 14.133        | 6.000   | 8.833   |           | 14.833        | 14.483 |
| 7        | Brittany Rogers (CAN)    | 5.800   | 8.866   |           | 14.666        | 5.600   | 8.700   |           | 14.300        | 14.483 |
| 8        | Elsabeth Black (CAN)     | 6.300   | 8.500   |           | 14.800        | 5.200   | 8.733   |           | 13.933        | 14.366 |

### Final
| Posición | Gimnasta                 | Potro 1 | Potro 1 | Potro 1   | Potro 1       | Potro 2 | Potro 2 | Potro 2   | Potro 2       | Total    |
| Posición | Gimnasta                 | Pts. A  | Pts. B  | Penalidad | Pts. de potro | Pts. A  | Pts. B  | Penalidad | Pts. de potro | Total    |
| -------- | ------------------------ | ------- | ------- | --------- | ------------- | ------- | ------- | --------- | ------------- | -------- |
|          | Sandra Izbașa (ROU)      | 6.100   | 9.283   |           | 15.383        | 5.800   | 9.200   |           | 15.000        | 15.191   |
|          | McKayla Maroney (USA)    | 6.500   | 9.666   | 0.3       | 15.866        | 6.100   | 8.200*  |           | 14.300        | 15.083   |
|          | Maria Paseka (RUS)       | 6.500   | 8.900   |           | 15.400        | 5.600   | 9.100   |           | 14.700        | 15.050   |
| 4        | Janine Berger (GER)      | 6.300   | 8.833   |           | 15.133        | 6.000   | 8.900   |           | 14.900        | 15.016   |
| 5        | Oksana Chusovitina (GER) | 6.300   | 8.800   |           | 15.100        | 5.500   | 8.966   |           | 14.466        | 14.783   |
| 6        | Yamilet Peña (DOM)       | 7.100   | 7.566** | 0.1       | 14.566        | 5.800   | 8.666   |           | 14.466        | 14.516   |
| 7        | Brittany Rogers (CAN)    | 5.800   | 8.966   |           | 14.766        | 5.600   | 8.600   |           | 14.200        | 14.483   |
| 8        | Elsabeth Black (CAN)     | 0.000   | 0.000   |           | 0.000         | 0.000   | 0.000   |           | 0.000         | 0.000*** |